# Hardy (Automarke)
Hardy war eine britische Automarke.

## Unternehmensgeschichte
Das Unternehmen begann 1905 mit der Produktion von Automobilen. Der Markenname lautete Hardy. Die Fahrzeuge waren sowohl komplett montiert als auch als Bausatz lieferbar. Somit war Hardy einer der ersten Kit-Car-Hersteller. 1906 endete die Produktion.

## Fahrzeuge
Das einzige Modell war ein Dreirad. Ein Einzylindermotor von Stevens mit 6 PS Leistung trieb das Fahrzeug an.